# Kathrin Burckhardt
Kathrin Burckhardt (* Geburtsjahr unbekannt; † 2016) war eine deutsche Basketballspielerin.

## Werdegang
Burckhardt betrieb Leichtathletik bei der LG Wedel-Pinneberg, erreichte im Hochsprung eine Bestmarke von 1,79 Meter (aufgestellt 1978).
1975 gehörte sie zu den Spielerinnen der neueingerichteten Damenmannschaft des SC Rist Wedel, die zunächst in der Stadtliga Hamburg antrat. 1976 stieg sie mit dem Verein in die Oberliga und 1978 in die Regionalliga auf. 1984 gewann Burckhardt mit Rist Wedel die Regionalliga-Meisterschaft, das Aufstiegsrecht in die 2. Bundesliga wurde nicht genutzt. Sie spielte bis 1986 für den Verein.
Sie bestritt sechs A-Länderspiele für die Bundesrepublik Deutschland: Vier bei einem im April 1976 in Ungarn ausgetragenen Turnier, im Dezember 1976 wurde Burckhardt, die erst rund drei Jahre zuvor mit dem Basketballsport begonnen hatte, erneut berufen und nahm am Jahresende 1976 bei einem Turnier in Cuxhaven an ihren letzten beiden Länderspielen teil.